# Tropán
A tropán nitrogéntartalmú biciklusos szerves vegyület. Főként a belőle származtatható alkaloidokról (tropánalkaloidok) ismert, melyek közé tartozik többet között az atropin és a kokain. Számos növényfajban találhatók tropánalkaloidok, például a koka családba és a burgonyafélék családjába (többek között a közönséges mandragóra, bolondító beléndek, nadragulya, maszlag, burgonya és paradicsom) tartozó növényekben.
A nitrogénhíd a C-1 és C-5 atomokat köti össze. A molekulában két aszimmetriacentrum található, a vegyület azonban – belső szimmetriája miatt – nem mutat optikai aktivitást.
A 8-azabiciklo[3.2.1]oktán (N-metilcsoport nélküli tropán) nortropán néven is ismert.

## Fordítás
Ez a szócikk részben vagy egészben  a   Tropane című angol Wikipédia-szócikk ezen változatának fordításán alapul.  Az eredeti cikk szerkesztőit annak laptörténete sorolja fel. Ez a jelzés csupán a megfogalmazás eredetét és a szerzői jogokat jelzi, nem szolgál a cikkben szereplő információk forrásmegjelöléseként.